# Trofeo Roger Crozier
El Trofeo Roger Crozier es uno de los numerosos trofeos entregados por la National Hockey League. Se entrega al guardamete con el mejor porcentaje de paradas por tiro y que haya jugado, al menos, 25 partidos de temporada regular. Se denomina así en honor al ex guardameta de los Detroit Red Wings y de los Buffalo Sabres Roger Crozier, que colaboró en el éxito de ambos equipos llevándolos a las finales de la Stanley Cup.
El ganador del trofeo es también recompensado con 25.000 dólares, destinados a una organización educativa o un equipo infantil de hockey a la elección del premiado.

## Ganadores
- 2016–17 - Sergei Bobrovsky, Columbus Blue Jackets
- 2015–16 - Brian Elliott, Saint Louis Blues
- 2014–15 - Carey Price, Montreal Canadiens
- 2013–14 - Josh Harding, Minnesota Wild
- 2012–13 - Craig Anderson, Ottawa Senators
- 2011–12 - Brian Elliott, Saint Louis Blues
- 2010–11 - Tim Thomas, Boston Bruins
- 2009-10 - Tuukka Rask, Boston Bruins
- 2008–09 - Tim Thomas, Boston Bruins
- 2007–08 - Dan Ellis, Nashville Predators
- 2006–07 - Niklas Backstrom, Minnesota Wild
- 2005-06 - Cristóbal Huet, Montreal Canadiens
- 2004-05 - Vacante por huelga de jugadores
- 2003-04 - Dwayne Roloson, Minnesota Wild
- 2002-03 - Marty Turco, Dallas Stars
- 2001-02 - José Théodore, Montreal Canadiens
- 2000-01 - Marty Turco, Dallas Stars
- 1999-00 - Ed Belfour, Dallas Stars